# Tom Boxer
Thomas Boxer, más conocido comon Tom Boxer (Bucarest, 6 de enero de 1977), es un DJ, productor, remixer y cantante rumano. Saltó a la fama con su sencillo Morena y con la participación en el videoclip Deep in Love, del cantante estadounidense J Warner.

## Biografía
Tom Boxer nació en la capital rumana en 1985. Cuando estudiaba en la escuela secundaria, recibió una beca para viajar a Londres, donde estudió allí música. Tras volver cinco años después, empieza su carrera como artista musical en Rumanía, donde consiguió un contrato con un sello discográfico de Bucarest.
En el año 2008, empezó a cantar a dúo con la vocalista Anca Parghel, aunque solo estarían un año juntos cantando, porque a principios de 2009 murió por cáncer de ovarios. Ese mismo año se presentó para representar a Rumanía en Eurovisión, pero no fue elegido. Antes del fallecimiento de Parghel, sacaron a la venta el álbum "Zamorena", cuyo principal sencillo, Brasil, llegó al puesto número 1 en la lista rumana.
El vídeo se rodó en Río de Janeiro antes de que Anca Parghel muriera, y estuvo en colaboración con la banda rumana Fly Proyect. Al año siguiente, en 2009, se saca a la venta la canción "A beautiful day", y al año siguiente "Morena", que consiguió desbancar al sencillo Alejandro, de Lady Gaga en varias listas polacas y rumanas.
Es el cantante rumano con mayor número de colaboraciones (ha participado con Alexandra Stan, Amna e Inna, entre otros). También ganó el premio MTV Europe Music Awards 2009 en la categoría "Mejor artista rumano" junto con Jay.

## Discografía
| Álbumes - Zamorena (2008) - Dancing (2009) - A Beautiful Day (2010) - Deep in Love (2011) Sencillos - Brasil (2008) - Dancing (2009) - A Beautiful Day (2009) - Morena (2010) | Colaboraciones - Tell Me Why (Ft. Amna) - Brasil (remix) (Ft. Fly Proyect) - Déjà Vu (Ft. Inna) - Dancing (remix) (Ft. Mike Diamondz) - Deep in Love (Ft. J Warner & Morena) - I feel you (Ft. Alexandra Blake) |